# Ligne 88 (Infrabel)
Ne doit pas être confondu avec Ligne 88A (Infrabel).
La ligne 88A est une ancienne ligne de chemin de fer en Belgique. Elle reliait Antoing à Bléharies et la frontière française et se poursuivait par delà jusqu'à Saint-Amand-les-Eaux.

## Histoire
La ligne a été fermée au trafic fret en 1979.
Elle est remplacée par une ligne d'autobus sous l'indice 88B exploitée par la Société nationale des chemins de fer vicinaux (SNCV) ou un autocariste pour le compte de la SNCB. Cette ligne existe cependant depuis les années 1930. Sa gestion est par la suite transférée en 1977 à  la SNCV puis en 1991 au TEC Hainaut qui l'exploite toujours sous l'indice 98,.